# Fulgencio Pimentel
Fulgencio Pimentel es una editorial española que publica novela gráfica, narrativa, poesía y álbumes ilustrados. Fundada en 2006 en Logroño por César Sánchez.

## Historia
La editorial Fulgencio Pimentel fue fundada en 2006 por César Sánchez, tomando el nombre de un pequeño villancico olvidado del dúo pop femenino español Vainica Doble. Es un proyecto personal e independiente desde su origen. La línea editorial de Fulgencio Pimentel se basa únicamente en criterios artísticos y está dividida en tres líneas de edición: la novela gráfica, la literatura (con una colección de poesía y otra de narrativa, además de una colección a medias con  Pepitas de calabaza) y el álbum infantil y juvenil.
En el ámbito de la novela gráfica, que hasta el momento representa el mayor porcentaje de su catálogo, destaca la diversidad en el origen de los autores y el planteamiento artístico que abordan en sus libros. La editorial ha publicado a buena parte de los artistas más relevantes del boom del cómic independiente canadiense, como Joe Matt, Seth, Julie Doucet y Michel Rabagliati, y también a algunos de los estadounidenses más conocidos, como es el caso Daniel Clowes y los hermanos Jaime y Beto Hernández, o más personales, como Jim Woodring. Los libros del australiano Simon Hanselmann se encuentran entre los más vendidos por la editorial, y su autor uno de los que mayor cobertura mediática ha recibido. En cuanto a los autores europeos publicados por Fulgencio Pimentel, en su catálogo coinciden artistas consagrados como los franceses Joann Sfar y Gérard Lauzier e influyentes jóvenes autores de vanguardia como el belga Olivier Schrauwen y el noruego Bendik Kaltenborn. Por otra parte, Fulgencio Pimentel ha editado obras de jóvenes dibujantes españoles de vanguardia como José Ja Ja Ja, Nacho García, Mirena Ossorno, Gabriel Corbera o Los Bravú.
La línea de libro ilustrado infantil arrancó en 2014 y cubre un amplio espectro de estilos artísticos y narrativos, recuperando al dibujante estonio de culto Priit Pärn o al español Víctor Coyote, la portuguesa Madalena Matoso, al Premio Príncipe de Asturias Hans Magnus Enzensberger, a la autora israelí Rutu Modan, al japonés Eiji Otsuka, y a los españoles Carmen Chica, Manuel Marsol, Antonio Ladrillo y Olga Capdevila, entre otros.
En el terreno de la literatura, Fulgencio Pimentel comenzó realizando algunas coediciones con la editorial Pepitas de calabaza, entre las que se encuentran libros de Rafael Azcona y György Faludy, y editando la poesía de escritores latinoamericanos como Rafael Alcides, Jaime Jaramillo o Luis Carlos López. A finales de 2016 lanza una colección literaria propia bajo el nombre de «La Principal», donde ya han aparecido obras de Elvira Lindo, Eduardo Halfon, Serguéi Dovlátov, Rubén Lardín, Sabina Urraca, Eduard Limónov, Philippe Djian,  Andrei Platónov o Gueorgui Gospodínov
En 2015, la editorial fue objeto de un robo.
Fulgencio Pimentel ha recibido distintos reconocimientos, entre ellos, el Segundo Premio Nacional de los libros mejor editados en 2016 y en 2018 dentro de modalidad de libros infantiles y juveniles por Cuentos de la Navidad dorada, de Carlos López y Olga Capdevilla y El libro del futuro, de Joana Carro y César Sánchez. En 2018, recibió el Premio Lázaro Galdiano a la calidad editorial en la modalidad de libros de arte por Setras. Caligrafía sonora, del artista Berio Molina. En 2020, MVSEVM, de Javier Sáez Castán y Manuel Marsol recibió el BolgnaRagazzi Award en la categoría especial Cinema. También en 2020, la editorial fue galardonada con el Premio Gràffica: "Se le concede Premio Gràffica 2020 por el estilo tan sui generis de su línea editorial, por el fino humor que destila en cada una de sus propuestas, por el riesgo a la hora de apostar por autores gráficos atrevidos y sobre todo por no seguir ninguna atadura en cuanto a estilo editorial dotando a cada libro de una libertad y singularidad visual única. Fulgencio Pimentel es la más bella rara avis dentro del diseño editorial nacional."

## Autores
Entre otros autores, ha publicado trabajos de Simon Hanselmann, Olivier Schrauwen, Joann Sfar, Mauro Entrialgo o Joe Matt.

## Otras actividades
Fulgencio Pimentel coorganiza junto a La Casa Encendida el Premio Internacional Puchi Award, cuyo principal objetivo es el de "dar visibilidad a libros de gran calidad y originalidad. Obras que por su carácter inclasificable tengan dificultad para entrar en los circuitos editoriales convencionales".
En 2016, comisariaron y coordinaron Animal Collective: Nuevas iniciativas en el cómic europeo, una ambiciosa exposición que ofrecía una recorrido a través de cerca de 400 obras por el trabajo de distintos colectivos europeos de vanguardia en CentroCentro